# Epicrates maurus
Espèce
Synonymes
- Epicrates cenchria maurus Gray, 1849
- Cliftia fusca Gray, 1849
- Epicarsius cupreus Fischer, 1856
- Epicrates cupreus var. concolor Jan, 1863
- Epicrates cenchria barbouri Stull, 1938
- Epicrates maurus colombianus Matz, 2005
- Epicrates maurus guyanensis Matz, 2005

Statut CITES
Epicrates maurus est une espèce de serpents de la famille des Boidae.

## Répartition
Cette espèce se rencontre au Nicaragua, au Costa Rica, au Panamá, en Colombie, au Venezuela, à Trinité-et-Tobago, au Guyana, au Suriname, en Guyane et au Pará au Brésil.

## Publications originales
- Gray, 1849 : Catalogue of the specimens of snakes in the collection of the British Museum, London, p. 1-125 (texte intégral).
- Matz, 2004 : Epicrates maurus Gray, 1849. Description des sous-espèces. Situla, vol. 10, p. 2-9.